# Megasema ignorata
Megasema ignorata là một loài bướm đêm trong họ Noctuidae.